# Bulbophyllum spongiola
Bulbophyllum spongiola är en orkidéart som beskrevs av Jaap J. Vermeulen. Bulbophyllum spongiola ingår i släktet Bulbophyllum och familjen orkidéer. Inga underarter finns listade i Catalogue of Life.